# ケダモノの嵐
『ケダモノの嵐』（けだもののあらし）は、日本のロックバンドであるUNICORNの4枚目のオリジナル・アルバム。
1990年10月1日にCBSソニーからリリースされた。前作『服部』（1989年）より1年4か月ぶりにリリースされた作品であり、前作から引き続き作詞・作曲はメンバー全員が行っている。また、本作ではバンド自身がプロデュースを行ったため、初のセルフ・プロデュース作品となった。
アルバムタイトルは奇をてらったものにしないことを念頭にアルバム収録曲から決定され、レコーディングには奥田民生所有のギターが多岐に亘り使用された。また、本作において初めてメンバー全員がボーカルを担当することとなった。本作は3ヶ月連続アルバムリリースの第1弾としてリリースされ、続いて11月1日にミニアルバム『おどる亀ヤプシ』、12月1日にミニアルバム『ハヴァナイスデー』がリリースされている。
本作からの先行シングルとしてフジテレビ系バラエティ番組『夢で逢えたら』（1988年 - 1991年）のオープニング曲として使用された「働く男」がシングルカットされた他、後に「命果てるまで」および「働く男」に続いて『夢で逢えたら』のオープニング曲として使用された「スターな男」がリカットとしてリリースされた。本作はオリコンアルバムチャートにおいて初の最高位第1位を獲得、また第32回日本レコード大賞において優秀アルバム賞とアルバム大賞を受賞、さらに売り上げ枚数は40万枚を超えたため日本レコード協会からプラチナ認定を受けている。

## 背景
前作『服部』（1989年）リリース後、UNICORNは「UNICORN WORLD TOUR 1989 服部」と題したコンサートツアーを同年4月22日の戸田市文化会館公演からツアーファイナルとなった1989年7月10日の初の日本武道館公演まで37都市全41公演を実施した。日本武道館公演では1万人を動員、シンプルなステージ装飾でセットらしいものはなく5人の演奏だけを聴かせるようなステージ構成となった。
さらに「UNICORN WINTER TOUR PANIC 服部 BOOMツアー」と題したコンサートツアーを、同年10月24日の戸田市文化会館公演から翌1990年3月3日の山形県民会館公演まで、38都市全55公演が行われた。1月16日から1月18日にかけては新宿厚生年金会館において3日間連続公演を実施、初日にはコメディアンであり俳優の坂上二郎がゲストとして登場した。坂上は「聖者の行進」に合わせて踊りながらタキシード姿で登場し、ターンするパフォーマンスを披露した。

## 録音、制作
本作のレコーディングは1990年4月28日から5月8日にかけて、デジタル・スタジオおよびミュージック・イン、テイクワン・スタジオにて行われた。
ボーカリストである奥田民生は本作に関しては特別なコンセプトは立てておらず、曲独自の面白さを壊さないようにすることを心掛けたと述べている。また本作ではメンバー全員がボーカルを担当しており、奥田は曲を制作した本人が歌うことがニュアンスなども出やすいため理想であると思っていたが、その域に到達するまでには2年は掛かるとの自論から、次作からは全ての曲を自身が歌うと述べている。歌詞に関しては前作ほどの言葉のインパクトは求めず、その分煮詰めて中身が濃くなっていると奥田は述べている。
アルバムタイトルは前作がインパクトのあるものであったため、本作ではあえて普通のタイトルを目指してアルバム収録曲の中から厳選して決定された。本作にて奥田はアコースティック・ギターを中心とした音使いを目指していたが、キーボーディストである阿部義晴の意図によって結果的はそのようにはならなかった。本作では奥田が所有するリッケンバッカーやアコースティック・ギターなどが多用されている。また、レコーディング前に楽器店にてウクレレ、バンジョー、クイーカなど様々な楽器を購入している。そのほかにティンパニやマリンバも使用されたが、三味線の音はサンプリングとなっている。奥田は完全にオリジナルな音楽の制作は不可能であると述べ、既存の音楽から部分的に取り出して組み合わせることが必要であるとして、「いいかえればすべてがサンプリングとも言えるんですよね」と述べている。
音楽誌『別冊宝島724 音楽誌が書かないJポップ批評22 ユニコーン&奥田民生の摩訶不思議』において音楽解説者の榊ひろとは、阿部がバンドマンとしてよりもアレンジャー的な資質に優れていると述べた上で「半ばグループの外部からオルタナティブな視点を持ち込める立場にあったようだ」と指摘し、阿部の立ち位置が初期ローリング・ストーンズのブライアン・ジョーンズやレッド・ツェッペリンのジョン・ポール・ジョーンズの役割を果たしていたと推測している。

## 音楽性と歌詞
本作には「働く男」「いかんともしがたい男」「スターな男」とタイトルに「男」が付けられた曲が3曲収録されている。メンバーはこれを男三部作と呼び、奥田はタイトルを付ける上で利便性が高いために多く使用したと述べた他、ドラマーの西川幸一は「働く男」が奥田、「スターな男」が阿部、「いかんともしがたい男」が手島いさむであると例えている。「フーガ」は結婚をテーマとして楽曲であるが、制作したベーシストの堀内一史は自身の結婚観ではないと述べている。「スターな男」は阿部の理想であるとメンバーは述べており、同居人が必要であるとメンバーは阿部に進言している。「リンジュー マーチ」は一度手島に作詞が依頼されたが、手島が書けなかったために奥田が作詞を行うこととなった。「エレジー」に関して奥田は、「あれはただのおたくのイメージで作ったわけじゃなくて、そういう人ですよね。洋服もダサくてね、純粋さ故にひねくれてしまう、その人」と述べている。「スライム プリーズ」のイントロにはTBS系特撮テレビドラマ『ウルトラセブン』（1967年 - 1968年）とイギリスの特撮テレビ番組『サンダーバード』（1965年 - 1966年）のオープニングテーマからサンプリングされた音源が使用されている。これはレコーディング中に『漫画大全集』というCDを聴いたことから懐かしさのあまりサンプリング音源として使用されることとなった。また、「スライム プリーズ」は当初はソウルミュージック寄りの曲であったが、最終的にはハウス調の曲となった。
音楽誌『別冊宝島724 音楽誌が書かないJポップ批評22 ユニコーン&奥田民生の摩訶不思議』において音楽評論家の安田謙一は、収録曲に対しそれぞれ「命果てるまで」は「昭和を引きずっているラブ・ホテルの内装を描く」、「フーガ」は「北欧のエレキ・インスト風なギターが涼しい」、「ロック幸せ」は「後の未曾有の不況を予言した」、「ケダモノの嵐」は「ニューロックの夜更け」、「エレジー」は「当時まだ記憶に新しかったM君事件を想起させる」、「自転車泥棒」は「Whiteberryにもカヴァーされた」、「富士」は「8分の6拍子の中期ビートルズ的」と述べた他、前半の7曲でメンバー全員の自作曲が出揃うことを指摘している。また後半の曲に対して、「リンジュー マーチ」は「スタックス・ソウル風」、「スライム プリーズ」は「さまざまな音源の闇鍋ソウル」、「CSA」は「愛社（所属事務所）精神に満ちたハードコア」、「いかんともしがたい男」は「再び中期ビートルズ風」、「夜明け前」は「寝ぼけ声のアカペラで始まる」、「働く男」は「シングル化も頷ける優れた編曲」、「スターな男」は「ロックンロール大団円」とそれぞれ述べ、「『ニッチ・ポップ』の見本市のような一枚」と総括し「最高傑作」であると主張した。

## 楽曲

### Side A
1. 「命果てるまで〜第三の男〜命果てるまで」
4枚目のシングル曲。詳細は「命果てるまで」の項を参照。
2. 「フーガ」
次曲「ロック幸せ」とつながっている。音楽誌『別冊宝島724 音楽誌が書かないJポップ批評22 ユニコーン&奥田民生の摩訶不思議』においてライターの石井恒は、メンバーの中で最も早く結婚した堀内が「絶望的な詞と軽快なメロディ」で結婚を描いた曲であると指摘、「AメロはEBIが澄んだボーイ・ソプラノで、Bメロは阿部が甘ったるい詞を大仰に歌うというひねた構成が面白い」と述べている[17]。
3. 「ロック幸せ」
西川が初めてリードボーカルを担当している[10]。ライブ時には西川がボーカルのため奥田がドラムスを担当した[10]。音楽誌『別冊宝島724 音楽誌が書かないJポップ批評22 ユニコーン&奥田民生の摩訶不思議』においてライターの榊ひろとは、西川制作によるポップ・ロックでありコーダ部の展開がビートルズの「バースデイ」（1968年）を思わせると述べた他、西川による「人を喰った感じの歌詞」は奥田のスタイルにも影響を与えたのではないかと推測している[17]。
4. 「ケダモノの嵐」
元のタイトルは「デフィンガー」。アコースティック・ギターを使用したロック調の曲[18]。歌詞に使用された「鳩尾（みぞおち）」という漢字に関して、作詞を担当した西川はディレクターの河合誠一マイケルに対して「この漢字読める?」と嬉しそうに聞いてきたという[18]。音楽誌『別冊宝島724 音楽誌が書かないJポップ批評22 ユニコーン&奥田民生の摩訶不思議』においてライターの川口瑞夫は、前作制作時にメンバーがミックスダウンの限界を感じて録音マニアと化した最初の成果が本曲であると述べ、アコースティック・ギターによるハードロックでリズム隊は過激なヨコ乗りで録音はアナログ風である事から「90年の時点でこんな音を出していたバンドは他にいない」と指摘、さらに60年代から70年代風の音質にこだわった演奏はレニー・クラヴィッツと同時多発的であり、「日本のロックも捨てたもんじゃないと感じた洋楽リスナーも多いはず」と推測している[17]。トリビュート・アルバム『ユニコーン・トリビュート』（2007年）においてSPARKS GO GOによるカバーが収録されている[19][20][21]。
5. 「エレジー」
ゲストとして渡辺満里奈が参加（歌詞カードには「ソニーミュージックの御厚意で」と記載されている）。音楽誌『別冊宝島724 音楽誌が書かないJポップ批評22 ユニコーン&奥田民生の摩訶不思議』においてライターの堀越葉子は、本曲を「宮﨑勤事件を連想させるようなオタク・ソング」であると述べ、「民生の囁くような妖しい声も、渡辺満里奈のひとことも実に生々しい」と指摘した他、「阿部の歌声がナレーション的役割を果たしている」と述べている[17]。『ユニコーン・トリビュート』において真心ブラザーズによるカバーが収録されている[19][20][21]。
6. 「自転車泥棒」
本作を受けたコンサートツアー「UNICORN 1990 "嵐のケダモノ" TOUR」において1曲目に演奏された[18]。音楽誌『別冊宝島724 音楽誌が書かないJポップ批評22 ユニコーン&奥田民生の摩訶不思議』においてライターの市川誠は、奥田が愛好するXTCからの影響が強く出ている曲であると述べ、イントロはアルバム『オレンジズ・アンド・レモンズ』（1989年）収録曲の「メイヤー・オブ・シンプルトン（英語版）」に酷似していると指摘、恐らく奥田のアイデアであると推測した上で「手島が作ったノスタルジックな詞曲とのギャップが面白く、聴きどころのひとつとなっている」と述べている[17]。2002年にWhiteberryによってパンキッシュなアレンジでカバーされ、シングルA面としてリリースされた[17]。『ユニコーン・トリビュート』においてCHEMISTRYによるカバーが収録されている[19][20][21]。
7. 「富士」
音楽誌『別冊宝島724 音楽誌が書かないJポップ批評22 ユニコーン&奥田民生の摩訶不思議』においてライターの飯島久美子は、「のったりした8分の6拍子のリズムに脱力」と述べた他、メインボーカルの阿部の声が途中で挿入される奥田の声に酷似していると指摘している[17]。

### Side B
1. 「リンジュー マーチ」
音楽誌『別冊宝島724 音楽誌が書かないJポップ批評22 ユニコーン&奥田民生の摩訶不思議』においてライターの普天間伊織は、本曲を「軽快なマーチのリズムにカラフルなシンセの音色が絡む」と表現し、最後にハリー・ベラフォンテの楽曲「バナナ・ボート」（1956年）の一節が使用されていることを指摘している[17]。
2. 「スライム プリーズ」
奥田曰く、原曲は1枚目のアルバム『BOOM』（1987年）に収録されている「Fallin' Night」であるという。「ウルトラセブンの歌」「メインテーマ(サンダーバード)」「アマゾンライダーここにあり」「レッツゴー!! ライダーキック」といった特撮ソングの一部がサンプリングされている。音楽誌『別冊宝島724 音楽誌が書かないJポップ批評22 ユニコーン&奥田民生の摩訶不思議』においてライターの川口瑞夫は、本曲を「EBIの実験趣味が爆発」した曲であると述べ、「彼の壊れっぷりが最高なコラージュ・ファンク」であると指摘、制作時には「一日一EBI」をモットーとして少しずつ手が加えられていたと述べている[17]。
3. 「CSA」
ユニコーン曰く「CSAの社歌」。所属事務所であるCSアーティスツの当時の住所と電話番号がそのまま歌詞になっている[22]。パンク・ロックを愛好する堀内による「パンクは曲が短くなくてはいけない」という主張に従い、1分以内に終了する楽曲として制作された[22]。NHK出演時に本曲の演奏依頼があったが、歌詞の内容を知ったNHK側からNHKの住所が書いた資料を渡され、「この歌詞でお願いします」と要望されたという[22]。再結成後は社名変更に伴い、後の社名である「SMA」に置き換えた上で、住所と電話番号も変更されて歌唱されている。なお、2014年のソニー・ミュージックアーティスツ設立40周年イベント開催及び40周年オフィシャルHP開設の告知にあたっては、この曲の歌詞を改変した"Ah－つわものどもに愛されて40年"がキャッチフレーズとして使用されている。音楽誌『別冊宝島724 音楽誌が書かないJポップ批評22 ユニコーン&奥田民生の摩訶不思議』において市川は、本曲を「ゴシックなイントロから一転、所属事務所CSAの住所と電話番号を激唱するハードコア・パンク・ナンバー」であると指摘、また1993年に事務所名がCSAからSMAに変更され、住所などが変更されたことを指摘している[17]。
4. 「いかんともしがたい男」
音楽誌『別冊宝島724 音楽誌が書かないJポップ批評22 ユニコーン&奥田民生の摩訶不思議』においてお笑いコンビであるダイノジの大谷伸彦は、「民生が正当なビートルズ・チルドレンならこの曲はその最高峰の傑作」であると述べ、「サウンドはバンドが最も脂の乗っていた時期であるのを証明する充実したものだ」と主張している[17]。
5. 「夜明け前」
音楽誌『別冊宝島724 音楽誌が書かないJポップ批評22 ユニコーン&奥田民生の摩訶不思議』において石井は、「歌がうまくないからこそ胸にグッとくる」と述べた他、途中から挿入されるエレクトリックピアノの音に関して「鍵盤に爪が触れる音まで聴こえる静けさが魅力」であると主張している[17]。
6. 「働く男」
3枚目のシングル曲。詳細は働く男を参照。
7. 「スターな男」
5枚目のシングル曲。詳細はスターな男を参照。

## リリース、プロモーション、アートワーク
本作は1990年10月1日にCBS・ソニーから、CD、CTの2形態でリリースされた。本作に関するプロモーションとして、1990年7月25日放送のフジテレビ系音楽番組『夜のヒットスタジオSUPER』（1989年 - 1990年）および9月22日放送のフジテレビ系バラエティ番組『夢で逢えたら』（1988年 - 1991年）においていずれも「働く男」を演奏、11月24日放送のNHK総合音楽番組『ジャストポップアップ』（1988年 - 1991年）においては「CSA」の歌詞をNHKの住所に置き換えた「NHK」が演奏、12月31日放送のTBS系音楽番組『輝く!日本レコード大賞』（1959年 - ）においてアルバム大賞を受賞した上で大阪プリズムホールからの生中継で「スターな男」が演奏された。
本作は1992年11月1日にはMDにて再リリース、UNICORN解散後となる1995年12月13日には、ソニー・ミュージックレコーズから「ユニコーンの逆転満塁ホームランプライスシリーズ」として廉価版CDがリリースされた。また、2007年12月19日にはエスエムイーレコーズから紙ジャケット仕様CDとして再リリースされた。さらに2012年12月5日には9枚組CD+DVDのボックス・セット『UNICORN SME ERA - remasterd BOX』においてデジタル・リマスタリング盤が収録され、2017年12月6日にはデビュー30周年を記念して、ABEDONがリマスタリングを担当した工具箱風ボックス入りの15枚組CD-BOX『UC30 若返る勤労』に収録されて再リリースされた。
1990年リリースのCD盤において帯によってジャケットの西川の顔が隠れることが判明、急遽その部分に穴を開けた上で「この人がドラム」と記載された。1995年にリリースされた廉価版は異なるデザインの帯に差し替えられ、西川の顔は隠れる状態となっている。2007年発売の紙ジャケット仕様では、リリース当時の帯を忠実に再現しており西川の顔が確認できるようになっている。また1990年リリースのCD盤初回生産分には次作『おどる亀ヤプシ』の宣伝カードが封入され、同作のタイトルにちなみ亀の形に型抜きできる仕様で子供に向けたメッセージが書かれており、2007年リリースの紙ジャケット仕様においても忠実に再現された。

## ツアー
本作を受けたコンサートツアーは、「UNICORN 1990 "嵐のケダモノ" TOUR」と題して1990年10月25日の戸田市文化会館公演から1991年3月14日の北海道厚生年金会館公演まで、50都市全66公演が行われた。
ツアー開始前の前哨戦として、10月20日にクラブチッタ川崎にてファンクラブ優先のシークレットライブが行われ、全演奏曲17曲の内3分の2程度は本作収録曲となり、また次々作『ハヴァナイスデー』（1990年）からも「鼻から牛乳」を演奏、さらに公演中盤にはザ・タイガースの楽曲「シーサイド・バウンド」（1967年）のカバーが演奏された。当日は西川のボーカルによる「ロック幸せ」や阿部のボーカルによる「CSA」などが演奏され、「CSA」において阿部はテンポが遅いと文句を言った上で再度同曲を歌い直す行為などを行った。また、当日は西川の31歳となる誕生日であり、アンコールでは聴衆から手拍子の代わりに「ハッピーバースデートゥーユー」の合唱が届けられた。西川は「31回目でなにがハッピーバースデイじゃ」と毒づいたが、奥田から花束、堀内からケーキを手渡された。また奥田はライブでは、それまではハンドマイクを持って歌い、ボーカルのみ担当することが多かったが、本作収録曲からギターを弾きながらボーカルを取る事が多くなっている。
1991年1月8日の宇都宮市文化会館において、ブルース・リーに扮した阿部がステージ上から転落し左肩を脱臼、当日の公演が中止となった他、予定されていた1月9日の八王子市民会館公演や1月11日の北海道厚生年金会館公演が延期となった。同年2月22日から2月24日に掛けて、横浜アリーナにおいて3日間連続公演が行われ、3日とも全く異なる曲構成となっており、1曲目として22日は「Pink Prisoner」、23日は「フーガ」、24日は「命果てるまで」がそれぞれ演奏された。公演中盤にはビートルズの「シー・セッド・シー・セッド」（1966年）のカバーが披露された他、ブルース・リーに扮した阿部が登場しヌンチャクを使用してのパフォーマンスを披露、「CSA」を3回演奏した。後半に演奏された「パパは金持ち」においてはユニコーンTシャツ新作発表会と称してスタッフ総勢100名をステージ上に登場させた。2度目のアンコールでは笠置シヅ子の楽曲「東京ブギウギ」（1948年）が演奏されて当日は閉幕、また3日間とも最終曲は「東京ブギウギ」となった。

## 批評
| 専門評論家によるレビュー             | 専門評論家によるレビュー |
| レビュー・スコア                     | レビュー・スコア         |
| 出典                                 | 評価                     |
| ------------------------------------ | ------------------------ |
| CDジャーナル                         | 肯定的                   |
| 音楽誌が書かないJポップ批評22        | 肯定的                   |
| 別冊カドカワ 総力特集ユニコーン 2009 | 肯定的                   |

本作の音楽性に対する批評家たちからの反応は概ね肯定的なものとなっており、音楽情報サイト『CDジャーナル』では、前作『服部』と同様に本作も「ユニコーンはじけてます」と表現、「ここまで徹底的に遊ばれると聴いている方も気持ちよかったりして。もう行くところまで行ってくれって感じ」と述べ、「したたかで媚びてなくて楽しそうでよい」と肯定的に評価した他、「いかんともしがたい男」というタイトルに「一本とられた」と述べている。音楽誌『別冊宝島724 音楽誌が書かないJポップ批評22 ユニコーン&奥田民生の摩訶不思議』において音楽解説者の榊ひろとは、3か月連続でリリースされた後続の2枚のミニアルバムと合わせて、フルアルバム2枚分を超える曲数が出来上がってしまったことから、ビートルズの『ホワイト・アルバム』（1968年）のような散漫化を回避するためにお遊び要素の強い楽曲を2枚のミニアルバムに分離したのではないかと推測した上で、結果として『イエロー・サブマリン』（1969年）と『マジカル・ミステリー・ツアー』（1967年）の要素を凝縮したようなアルバムになったと指摘、「フーガ」に関しては「彼らしいひねりの利いたスカ風味のポップナンバー」、「ロック幸せ」および「自転車泥棒」に関しては「小粒ながらも味わいのある佳曲」、阿部の制作曲では「富士」と「夜明け前」が際立っているとして肯定的に評価した。文芸雑誌『別冊カドカワ 総力特集ユニコーン 2009』において音楽評論家の平山雄一は、楽器に囲まれたメンバーによるミュージシャンらしい自信満々なジャケットだけでなく、内容も音楽的レベルが大幅に向上していると指摘し、「メンバーそれぞれの名曲がゴロゴロ転がっているモンスター・アルバム」と絶賛、メンバーそれぞれの制作曲がいずれも「タイトル・チューンを張れるクラスが勢ぞろい」であると述べたほか、1950年代スタンダード風である「命果てるまで」や1970年代ファンク風の「ケダモノの嵐」などが時代考証を踏まえており古臭くないと表現した上で「バンドとして充実期に入った」と肯定的に評価した。
本作は第32回日本レコード大賞にて優秀アルバム賞およびアルバム大賞を受賞した。アルバム大賞候補として本作とサザンオールスターズの『Southern All Stars』（1990年）が競っており、一報を受けたマネージャーは「けどさ、98%サザンだって、ははは」と軽い調子で話を受けていた。11月28日の岩手県民会館公演終了後に会場からホテルへ移動する最中にアルバム大賞受賞の一報を受けたメンバーは、車中にて司会の板東英二からのインタビューに答えたが、奥田は「車の中だから、坂東ですって声しか聞こえんのよ。何言っていいのかわからなかった」と笑いながら述べている。

## チャート成績
本作はオリコンアルバムチャートにおいて、最高位第1位の登場回数18回で売り上げ枚数は36.4万枚となった。この売り上げ枚数はUNICORNのアルバム売上ランキングにおいて第2位となっている。2022年および2023年に実施されたねとらぼ調査隊によるUNICORNのアルバム人気ランキングではともに第3位となった。

## 収録曲

### CT
| 全編曲: UNICORN。 | |            |            |                      |       |
| #                 | タイトル | 作詞       | 作曲       | ボーカル             | 時間  |
| 1.                | 「命果てるまで〜第三の男〜命果てるまで」(挿入曲「第三の男」作曲: アントン・カラス、マイケル・カー、ゴールデン・ジャック) | 奥田民生   | 奥田民生   | 奥田民生             | 3:47  |
| 2.                | 「フーガ」 | 堀内一史   | 堀内一史   | 堀内一史、阿部義晴   | 3:01  |
| 3.                | 「ロック幸せ」 | 川西幸一   | 川西幸一   | 川西幸一、手島いさむ | 1:59  |
| 4.                | 「ケダモノの嵐」 | 川西幸一   | 奥田民生   | 奥田民生             | 3:41  |
| 5.                | 「エレジー」 | 奥田民生   | 奥田民生   | 奥田民生、阿部義晴   | 3:11  |
| 6.                | 「自転車泥棒」 | 手島いさむ | 手島いさむ | 奥田民生             | 3:31  |
| 7.                | 「富士」 | 阿部義晴   | 阿部義晴   | 奥田民生、阿部義晴   | 3:31  |
| 合計時間:         | 合計時間: | 合計時間:  | 合計時間:  | 合計時間:            | 22:41 |

| 全編曲: UNICORN。 |                                                                                |           |           |           |       |
| #                 | タイトル                                                                       | 作詞      | 作曲      | ボーカル  | 時間  |
| 8.                | 「リンジュー マーチ」                                                          | 奥田民生  | 奥田民生  | 奥田民生  | 4:05  |
| 9.                | 「スライム プリーズ」                                                          | 堀内一史  | 堀内一史  | 堀内一史  | 4:56  |
| 10.               | 「CSA」                                                                        | 阿部義晴  | 阿部義晴  | 阿部義晴  | 0:52  |
| 11.               | 「いかんともしがたい男」(管弦編曲: 笹路なんつったって正徳っつうぐらいなもんで) | 奥田民生  | 奥田民生  | 奥田民生  | 4:23  |
| 12.               | 「夜明け前」                                                                   | 阿部義晴  | 阿部義晴  | 阿部義晴  | 2:42  |
| 13.               | 「働く男」                                                                     | 奥田民生  | 奥田民生  | 奥田民生  | 3:50  |
| 14.               | 「スターな男」                                                                 | 阿部義晴  | 奥田民生  | 奥田民生  | 3:42  |
| 合計時間:         | 合計時間:                                                                      | 合計時間: | 合計時間: | 合計時間: | 24:30 |

- CD付属の歌詞カードに記載されたクレジットを参照[43]。

### CD / MD
| 全編曲: UNICORN。 | |            |            |                      |       |
| #                 | タイトル | 作詞       | 作曲       | ボーカル             | 時間  |
| 1.                | 「命果てるまで〜第三の男〜命果てるまで」(挿入曲「第三の男」作曲: アントン・カラス、マイケル・カー、ゴールデン・ジャック) | 奥田民生   | 奥田民生   | 奥田民生             | 3:47  |
| 2.                | 「フーガ」 | 堀内一史   | 堀内一史   | 堀内一史、阿部義晴   | 3:01  |
| 3.                | 「ロック幸せ」 | 川西幸一   | 川西幸一   | 川西幸一、手島いさむ | 1:59  |
| 4.                | 「ケダモノの嵐」 | 川西幸一   | 奥田民生   | 奥田民生             | 3:41  |
| 5.                | 「エレジー」 | 奥田民生   | 奥田民生   | 奥田民生、阿部義晴   | 3:11  |
| 6.                | 「自転車泥棒」 | 手島いさむ | 手島いさむ | 奥田民生             | 3:31  |
| 7.                | 「富士」 | 阿部義晴   | 阿部義晴   | 奥田民生、阿部義晴   | 3:31  |
| 8.                | 「リンジュー マーチ」 | 奥田民生   | 奥田民生   | 奥田民生             | 4:05  |
| 9.                | 「スライム プリーズ」 | 堀内一史   | 堀内一史   | 堀内一史             | 4:56  |
| 10.               | 「CSA」 | 阿部義晴   | 阿部義晴   | 阿部義晴             | 0:52  |
| 11.               | 「いかんともしがたい男」(管弦編曲: 笹路なんつったって正徳っつうぐらいなもんで)                                           | 奥田民生   | 奥田民生   | 奥田民生             | 4:23  |
| 12.               | 「夜明け前」 | 阿部義晴   | 阿部義晴   | 阿部義晴             | 2:42  |
| 13.               | 「働く男」 | 奥田民生   | 奥田民生   | 奥田民生             | 3:50  |
| 14.               | 「スターな男」 | 阿部義晴   | 奥田民生   | 奥田民生             | 3:42  |
| 合計時間:         | 合計時間: | 合計時間:  | 合計時間:  | 合計時間:            | 47:11 |

## スタッフ・クレジット
CD付属の歌詞カードに記載されたクレジットを参照。

### UNICORN
- 奥田民生
- 阿部義晴（アベB）
- 堀内一史 (EBI)
- 手島いさむ（テッシー）
- 西川幸一

### 参加ミュージシャン
- ジェイク・H・コンセプション – サックス・ソロ（「働く男」）
- 数原晋 – トランペット・ソロ（「スライム　プリーズ」）
- 堀口博雄 – 口笛（「命果てるまで」）
- 渡辺満里奈 – ひとこと（「エレジー」）

### スタッフ
- 稲垣博司 – 超プロデューサー
- カトテっちゃん（加藤哲夫）（CBSソニー・レコード） – 大プロデューサー
- ヘーちゃん（平郡泰典）（CSアーティスツ） – 大プロデューサー
- ワカマッちゃん（若松宗雄） – 社長
- UNICORN – プロデューサー
- マイケル鼻血 – ディレクター
- 原田“レグ・ウインク”公一 – ディレクター
- 笹路なんつったって正徳っつうぐらいのもんで – 弦管アレンジ（「いかんともしがたい男」）
- 森山“オナラー”恭行 – ミキサー
- 森岡徹也 – ミキサー
- 上田健一郎（デジタル・スタジオ） – アシスタント・ミキサー
- 石崎優（ミュージック・イン） – アシスタント・ミキサー
- 水谷勇紀（テイク ワン スタジオ） – アシスタント・ミキサー
- 鈴木“銀ちゃん”ギンジロー – 現場マネージャー
- 高村宏 – インペグ屋（音楽家手配師）
- 野本卓司 (dē-gē) – アートディレクション
- 三浦憲治 – フォトグラフィー

## チャート、認定
| チャート         | 最高順位 | 登場週数 | 売上数   | 出典  |
| ---------------- | -------- | -------- | -------- | ----- |
| 日本（オリコン） | 1位      | 18回     | 36.4万枚 | [ 2 ] |

| 国/地域 | 認定組織         | 日付       | 認定     | 売上数   | 出典   |
| ------- | ---------------- | ---------- | -------- | -------- | ------ |
| 日本    | 日本レコード協会 | 1990年10月 | ゴールド | 200,000+ | [ 44 ] |
| 日本    | 日本レコード協会 | 1992年6月  | プラチナ | 400,000+ | [ 3 ]  |

## リリース日一覧
| No. | リリース日     | レーベル                       | 規格         | カタログ番号 | 備考                                                                                  | 出典          |
| --- | -------------- | ------------------------------ | ------------ | ------------ | ------------------------------------------------------------------------------------- | ------------- |
| 1   | 1990年10月1日  | CBSソニー                      | CD           | CSCL-1518    |                                                                                       | [ 2 ] [ 16 ]  |
| 2   | 1990年10月1日  | CBSソニー                      | CT           | CSTL-1518    |                                                                                       | [ 2 ]         |
| 3   | 1992年11月1日  | ソニー・ミュージックレコーズ   | MD           | SRYL-7024    |                                                                                       | [ 45 ]        |
| 4   | 1995年12月13日 | ソニー・ミュージックレコーズ   | CD           | SRCL-3414    | ユニコーンの逆転満塁ホームランプライスシリーズ（廉価版）                              | [ 35 ] [ 46 ] |
| 5   | 2007年12月19日 | エスエムイーレコーズ           | CD           | SECL-604     | 紙ジャケット仕様                                                                      | [ 47 ] [ 48 ] |
| 6   | 2010年4月1日   | ソニー・ミュージックダイレクト | AAC-LC       | -            | デジタル・ダウンロード                                                                | [ 49 ]        |
| 7   | 2010年4月1日   | ソニー・ミュージックダイレクト | ロスレスFLAC | -            | デジタル・ダウンロード                                                                | [ 50 ]        |
| 8   | 2012年12月5日  | エスエムイーレコーズ           | CD           | SECL-1234    | CD-BOX『UNICORN SME ERA - remasterd BOX』収録、紙ジャケット仕様、デジタルリマスター版 | [ 51 ] [ 52 ] |
| 9   | 2017年12月6日  | キューンミュージック           | CD           | KSCL-2984    | 完全生産限定CD-BOX『UC30 若返る勤労』収録、ABEDONがリマスタリングを担当               | [ 53 ] [ 54 ] |
| 10  | 2017年12月6日  | ソニー・ミュージックレーベルズ | AAC-LC       | -            | 『UC30 若返る勤労』収録盤と同内容のデジタル・ダウンロード版                           | [ 55 ]        |
| 11  | 2017年12月6日  | ソニー・ミュージックレーベルズ | ロスレスFLAC | -            | 『UC30 若返る勤労』収録盤と同内容のデジタル・ダウンロード版                           | [ 56 ]        |